# FC Gintra
FC Gintra, eller tidigare Gintra Universitetas, är en litauisk fotbollslag för damer från Šiauliai som grundades år 1999.

## Stadion
Större matcher kan spelas på Šiaulių miesto savivaldybės stadionas och alternativ stadion är Gytariai konstgjord trottoar (Gytarių dirbtinės dangos aikštė).

## Liga- och cupspel
Klubben är den mest framgångsrika i den litauiska damligans historia, med 22 ligasegrar och 12 cupguld. Vid fem tillfällen har klubben vunnit Baltic League.

## Placering tidigare säsonger
Källa: 
| Säsong | Nivå | Liga           | Placering | Referens      |
| ------ | ---- | -------------- | --------- | ------------- |
| 1999   | 1    | A lyga (damer) | 1         | [ 2 ]         |
| 2000   | 1    | A lyga (damer) | 1         | [ 3 ]         |
| 2001   | x    | x              | x         | [ 4 ]         |
| 2002   | 1    | A lyga (damer) | 3         | [ 5 ]         |
| 2003   | 1    | A lyga (damer) | 1         | [ 6 ]         |
| 2004   | 1    | A lyga (damer) | 2         | [ 7 ]         |
| 2005   | 1    | A lyga (damer) | 1         | [ 8 ]         |
| 2006   | 1    | A lyga (damer) | 1         | [ 9 ]         |
| 2007   | 1    | A lyga (damer) | 1         | [ 10 ]        |
| 2008   | 1    | A lyga (damer) | 1         | [ 11 ]        |
| 2009   | 1    | A lyga (damer) | 1         | [ 12 ]        |
| 2010   | 1    | A lyga (damer) | 1         | [ 13 ]        |
| 2011   | 1    | A lyga (damer) | 1         | [ 14 ]        |
| 2012   | 1    | A lyga (damer) | 1         | [ 15 ]        |
| 2013   | 1    | A lyga (damer) | 1         | [ 16 ]        |
| 2014   | 1    | A lyga (damer) | 1         | [ 17 ]        |
| 2015   | 1    | A lyga (damer) | 1         | [ 18 ]        |
| 2016   | 1    | A lyga (damer) | 1         | [ 19 ]        |
| 2017   | 1    | A lyga (damer) | 1         | [ 20 ]        |
| 2018   | 1    | A lyga (damer) | 1         | [ 21 ] [ 22 ] |
| 2019   | 1    | A lyga (damer) | 1         | [ 23 ]        |
| 2020   | 1    | A lyga (damer) | 1         | [ 24 ] [ 25 ] |
| 2021   | 1    | A lyga (damer) | 1         | [ 26 ]        |
| 2022   | 1    | A lyga (damer) | 1         | [ 27 ]        |
| 2023   | 1    | A lyga (damer) | 1         |               |
| 2024   | 1    | A lyga (damer) | 1         | [ 28 ]        |
| 2025   | 1    | A lyga (damer) |           |               |

## Uefa Women's Champions League
Sedan år 2004 har klubben deltagit regelbundet i Uefa Women's Champions League.
Säsongen 2014/2015 nådde Gintra Universitetas sin största framgång hittills i turneringen då man kvalificerade sig till åttondelsfinal. I kvalspelet placerade klubben sig på andra plats efter cypriotiska Apollon Limassol, men före albanska Vllaznia och färöiska KI Klaksvik. Detta innebar att man kvalificerade sig till sextondelsfinal som bästa grupptvåa. I sextondelsfinalen besegrade laget tjeckiska Sparta Prag, efter 2-2 och 5-4 i den avgörande straffläggningen. I åttondelsfinalen blev danska Bröndby IF för svåra och Gintra besegrades med totalt 2-5.

## Trupp 2025
Uppdaterad: 20 februari 2025 
| 1  | Litauen   | MV | Gabrielė Vasilenko         |  |  |  |  |  |
| 51 | Litauen   | MV | Aušra Klevečkaitė          |  |  |  |  |  |
|    |           |    |                            |  |  |  |  |  |
|    |           |    |                            |  |  |  |  |  |
|    |           |    |                            |  |  |  |  |  |
| 2  | Litauen   | F  | Teresa Romanovskaja (kap.) |  |  |  |  |  |
| 5  | Brasilien | F  | SABRINA                    |  |  |  |  |  |
| 7  | Litauen   | A  | Meida Proscevičiūtė        |  |  |  |  |  |
| 8  | Sydafrika | A  | Sphumelele Shamase         |  |  |  |  |  |
| 35 | Litauen   | A  | Saulutė Railaitė           |  |  |  |  |  |
|    | Litauen   | F  | Andžela Vaičytė            |  |  |  |  |  |
|    | Litauen   | F  | Gintarė Raznauskaitė       |  |  |  |  |  |
|    | Litauen   | MF | Eitvydė Partikaitė         |  |  |  |  |  |
| 4  | Litauen   | F  | Algimante Mikutaitė        |  |  |  |  |  |

## Tränare
- Rimantas Viktoravičius (2003–2010; 2011–2021)[34]
- Darius Jankauskas (sedan augusti 2021 till februar 2022)
- Kalojan Petrov (sedan februar 2022 till april 2024)[35]
- Ollipekka Ojala, (sedan april 2024 till november 2024;[36]
- Steve Beeks (sedan 3. januari 2025)[37][38]